# Italia en los Juegos Olímpicos de Atlanta 1996
Italia estuvo representada en los Juegos Olímpicos de Atlanta 1996 por un total de 340 deportistas que compitieron en 27 deportes.  
La portadora de la bandera en la ceremonia de apertura fue la esgrimidora Giovanna Trillini.

## Medallistas
El equipo olímpico italiano obtuvo las siguientes medallas:
| Nombre                                                           | Deporte             | Competición            |
| ---------------------------------------------------------------- | ------------------- | ---------------------- |
| Oro                                                              |                     |                        |
| Andrea Collinelli                                                | Ciclismo en pista   | Persecución ind. M     |
| Silvio Martinello                                                | Ciclismo en pista   | Carrera por puntos M   |
| Antonella Bellutti                                               | Ciclismo en pista   | Persecución ind. M     |
| Paola Pezzo                                                      | Ciclismo de montaña | Campo a través F       |
| Alessandro Puccini                                               | Esgrima             | Florete ind. M         |
| Maurizio Randazzo Sandro Cuomo Angelo Mazzoni                    | Esgrima             | Espada por eqs. M      |
| Giovanna Trillini Francesca Bortolozzi-Borella Valentina Vezzali | Esgrima             | Florete por eqs. F     |
| Jury Chechi                                                      | Gimnasia artística  | Anillas M              |
| Antonio Rossi                                                    | Piragüismo          | K1 500 m M             |
| Antonio Rossi Daniele Scarpa                                     | Piragüismo          | K2 1000 m M            |
| Agostino Abbagnale Davide Tizzano                                | Remo                | Doble scull (M2x) M    |
| Roberto Di Donna                                                 | Tiro                | Pistola de aire 10 m M |
| Ennio Falco                                                      | Tiro                | Skeet M                |
| Plata                                                            |                     |                        |
| Elisabetta Perrone                                               | Atletismo           | 10 km marcha M         |
| Fiona May                                                        | Atletismo           | Salto de longitud F    |
| Imelda Chiappa                                                   | Ciclismo en ruta    | Ruta ind. F            |
| Valentina Vezzali                                                | Esgrima             | Florete ind. F         |
| Margherita Zalaffi Laura Chiesa Elisa Uga                        | Esgrima             | Espada por eqs. F      |
| Girolamo Giovinazzo                                              | Judo                | –60 kg M               |
| Beniamino Bonomi                                                 | Piragüismo          | K1 1000 m M            |
| Beniamino Bonomi Daniele Scarpa                                  | Piragüismo          | K2 500 m M             |
| Albano Pera                                                      | Tiro                | Doble foso M           |
| Equipo                                                           | Voleibol            | Torneo M               |
| Bronce                                                           |                     |                        |
| Alessandro Lambruschini                                          | Atletismo           | 3000 m obstáculos M    |
| Roberta Brunet                                                   | Atletismo           | 5000 m F               |
| Raffaello Caserta Luigi Tarantino Tonhi Terenzi                  | Esgrima             | Sable por eqs. M       |
| Giovanna Trillini                                                | Esgrima             | Florete ind. F         |
| Ylenia Scapin                                                    | Judo                | –72 kg F               |
| Emanuele Merisi                                                  | Natación            | 200 m espalda M        |
| Josefa Idem                                                      | Piragüismo          | K1 500 m F             |
| Roberto Didonna                                                  | Tiro                | Pistola 50 m M         |
| Andrea Benelli                                                   | Tiro                | Skeet M                |
| Michele Frangilli Matteo Bisiani Andrea Parenti                  | Tiro con arco       | Equipo M               |
| Alessandra Sensini                                               | Vela                | Mistral F              |
| Equipo                                                           | Waterpolo           | Torneo M               |